# Teun van Vliet
Teun van Vliet (Vlaardingen, 22 marzo 1962) è un ex ciclista su strada olandese, professionista dal 1984 al 1990. In carriera vinse due classiche del pavé, la Omloop Het Volk e la Gand-Wevelgem, entrambe nel 1987, mentre al Tour de France 1988 indossò la maglia gialla per tre giorni.
Anche sua sorella Nita van Vliet e suo nipote Arjen de Baat sono stati ciclisti professionisti.

## Carriera
Dilettante con buoni risultati dal 1981 alla primavera 1984, Van Vliet passa professionista nel maggio 1984 con la Dries-Verandalux di Roger Swerts riuscendo immediatamente a vincere tappe al Giro del Belgio e al Giro dei Paesi Bassi, e a ottenere alcuni piazzamenti nelle corse in linea della seconda parte di stagione: spiccano i terzi posti al Giro di Lombardia e al Giro del Piemonte e il quarto posto allo Scheldeprijs. Nel 1985 chiude al secondo posto la Milano-Sanremo, preceduto di otto secondi dal compagno di squadra Hennie Kuiper, ed è quarto alla Parigi-Tours; partecipa anche al suo primo Tour de France e ai suoi primi Campionati mondiali. L'annata si chiude con un solo successo, colto in una frazione del Tour of Ireland, corsa che lo vede terzo nella classifica generale.
Nel 1986 passa alla corte di Peter Post alla Panasonic. Si mette in evidenza nella prima parte di stagione, piazzandosi quinto alla Nokere Koerse e all'Amstel Gold Race; partecipa anche al Giro d'Italia ma senza ottenere piazzamenti. Nel finale di stagione si aggiudica una frazione alla Coors Classic in Colorado, il Grand Prix d'Isbergues e una tappa al Tour of Ireland.
Il 1987 è la stagione più prolifica. Inizia a fine febbraio aggiudicandosi la Omloop Het Volk; a marzo partecipa prima alla Tirreno-Adriatico, dove vince la prima frazione e guida la classifica generale fino alla cronometro finale di San Benedetto del Tronto in cui deve arrendersi al danese Rolf Sørensen, e poi alla Milano-Sanremo, in cui si piazza sesto. Approccia, quindi, la campagna del nord dove si mette in evidenza cogliendo la vittoria nella Gand-Wevelgem davanti a Étienne De Wilde e alcuni piazzamenti, tra cui i quarti posti allo Scheldeprijs e alla Amstel Gold Race. Fra maggio e giugno si aggiudica tappe alla Quattro Giorni di Dunkerque e al Giro di Svizzera, viene di conseguenza selezionato per il Tour de France, corsa in cui sfiora in diverse occasioni, senza centrarla, la vittoria di tappa. In agosto è ottavo alla Clásica San Sebastián, vincendo poi una tappa e la classifica finale del Giro dei Paesi Bassi; convocato per partecipare ai mondiali di Villaco, chiude la prova al settimo posto. Conclude l'annata con un secondo posto nella Parigi-Tours, battuto in una volata ristretta dal connazionale Adrie van der Poel.
Il 1988 è altrettanto ricco di risultati anche se non giungono successi: vanno menzionati il sesto posto nella Parigi-Bruxelles e il terzo posto ai Campionati olandesi, oltre ai risultati colti nel 75º Tour de France, in cui indossa per tre giorni la maglia gialla, simbolo del primato, dopo che nella seconda tappa la sua squadra, la Panasonic, vince la cronometro a squadre. Anche nel 1989 il successo non arride a Van Vliet. A inizio stagione è secondo all'Étoile de Bessèges, al Trofeo Pantalica e nel Grand Prix Pino Cerami; sfiora quindi la vittoria al Giro di Svizzera nella quarta tappa, secondo dietro ad Arno Küttel, e al Tour de France, quarto nell'undicesima tappa, mentre subito dopo la Grande Boucle è quinto alla Wincanton Classic, prova di Coppa del mondo.
Quando il suo talento sembrava poter sbocciare compiutamente, si ritira dall'agonismo nel febbraio 1990 per gravi problemi fisici, a neanche ventotto anni di età.

## Palmarès

### Strada
- 1982 (dilettanti)

Classifica generale Cinturó de l'Empordà
- 1983 (dilettanti)

1ª tappa Niedersachsen-Rundfahrt
- 1984 (Dries-Verandalux, tre vittorie)

Classifica generale Circuit des Mines
1ª tappa Giro del Belgio (Harelbeke > Ronse)
6ª tappa Giro dei Paesi Bassi (Lelystad > Assen)
- 1985 (Verandalux-Dries, una vittoria)

4ª tappa, 2ª semitappa Tour of Ireland (Limerick > Galway)
- 1986 (Panasonic, quattro vittorie)

Grand Prix d'Isbergues
Liedekerkse Pijl
10ª tappa Coors Classic (Vail > Vail)
5ª tappa Tour of Ireland (Arklow > Dublino)
- 1987 (Panasonic, otto vittorie)

9ª tappa Challenge Costa Brava - Lloret de Mar
Omloop Het Volk
1ª tappa Tirreno-Adriatico (Latina > Arpino)
Gand-Wevelgem
3ª tappa, 1ª semitappa Quattro Giorni di Dunkerque (Armentières > Cassel)
5ª tappa Giro di Svizzera (Basilea > Brügg)
1ª tappa Giro dei Paesi Bassi (Bergen op Zoom > Huizen)
Classifica generale Giro dei Paesi Bassi

#### Altri successi
- 1985 (Driex-Veradaluxm)

Profronde van Tiel (Criterium)
Criterium di Hansweert
- 1986 (Panasonic)

Criterium di Aalsmeer
Groot-Ammers (Derny)
- 1987 (Panasonic)

Sas van Gent - Grote CPC Prijs (Criterium)
Profronde van Wateringen (Criterium)
Criterium di Bavel
- 1988 (Panasonic)

2ª tappa Tour de France (La Haie-Fouassière > Ancenis, cronosquadre)
Profronde van Tiel (Criterium)
Criterium di Ulvenhout

### Pista
- 1979 (Juniores)

Campionati del mondo, Corsa a punti Juniores
- 1980 (Juniores)

Campionati olandesi, Corsa a punti Juniores

## Piazzamenti

### Grandi Giri
- Tour de France

1985: ritirato
1987: 84º
1988: ritirato
1989: 124º
Giro d'Italia
1986: 79º
1988: 57º

### Classiche monumento
- Milano-Sanremo

1985: 2º
1986: 71º
1987: 6º
- Giro delle Fiandre

1987: 14º
1989: 37º
- Liegi-Bastogne-Liegi

1985: 23º
1989: 50º
- Giro di Lombardia

1984 3º

### Competizioni mondiali
- Campionati del mondo su strada

Sallanches 1980 - In linea Juniores: 7º
Praga 1981 - In linea Dilettanti: 18º
Goodwood 1982 - In linea Dilettanti 90º
Giavera del Montello 1985 - In linea Professionisti: 45º
Colorado Springs 1986 - In linea Professionisti: 83º
Villaco 1987 - In linea Professionisti: 7º
Ronse 1988 - In linea Professionisti: ritirato